# Ursina Lardi
Ursina Lardi (Samedan, 19 dicembre 1970) è un'attrice svizzera.

## Biografia
Attiva soprattutto a teatro (ha vinto il premio della Fondazione Culturale Eliette von Karajan nel 2006) ha recitato anche in diverse pellicole, tra cui Il nastro bianco di Michael Haneke (Palma d'oro e Golden Globe per il miglior film straniero), La spia - A Most Wanted Man di Anton Corbijn e Child 44 - Il bambino n. 44 di Daniel Espinosa.

## Filmografia parziale

### Cinema
- Canzun alpina, regia di Sören Senn (2008)
- Il nastro bianco (Das weiße Band - Eine deutsche Kindergeschichte), regia di Michael Haneke (2009)
- Traumland, regia di Petra Volpe (2013)
- La spia - A Most Wanted Man (A Most Wanted Man), regia di Anton Corbijn (2014)
- Child 44 - Il bambino n. 44 (Child 44), regia di Daniel Espinosa (2015)
- Il mangiatore di pietre, regia di Nicola Bellucci (2018)
- Peripheric Love, regia di Luc Walpoth (2024)

### Televisione
- Guter Junge, regia di Torsten C. Fischer – film TV (2008)
- Tatort – serie TV (2011-2016)

## Doppiatrici italiane
- Chiara Colizzi ne Il nastro bianco
- Antonella Giannini in Child 44 - Il bambino n. 44